# جواز سفر سيراليون
يصدر جواز السفر السيراليوني لمواطني سيراليون للسفر الدولي. يمكن لمواطني سيراليون السفر إلى الدول الأعضاء في المجموعة الاقتصادية لدول غرب إفريقيا من دون جواز سفر. 
اعتبارًا من 2 يوليو 2019 كان لدى مواطني سيراليون إمكانية دخول 62 دولة وإقليم بدون تأشيرة أو تأشيرة عند الوصول، مما جعل جواز السفر السيراليوني يحتل المرتبة 82 من حيث حرية السفر وفقًا لمؤشر هينلي لجوازات السفر.

## محتويات جواز السفر
- لقب العائلة.
- الاسم.
- الجنسية.
- تاريخ الولادة.
- الجنس.
- مكان الولادة.
- تاريخ الانتهاء.
- رقم جواز السفر.

## اللغات
صفحة البيانات والمعلومات مطبوعة باللغتين الانجليزية والفرنسية.